# Brit Awards de 2022
O Brit Awards de 2022 foi realizado em 8 de fevereiro de 2022, na The O2 Arena, em Londres, Inglaterra, e foi apresentado pelo comediante britânico Mo Gilligan. Esta foi a 42.ª edição da premiação anual da British Phonographic Industry em reconhecimento a música britânica e internacional.
Em novembro de 2021, a BPI anunciou que o Brit Awards eliminariam as categorias de gênero, e que seriam substituídas pelas categorias de melhor Artista de Pop/R&B, Artista de Dance, Artista de Rock/Música Alternativa e Artista de Hip Hop/Grime/Rap. As indicações foram anunciadas em 18 de dezembro de 2021, com Adele, Dave, Ed Sheeran e Little Simz recebendo o maior número de indicações com quatro cada, e o maior número de indicações para artistas femininas desde os Brit Awards de 2010.

## Mudanças nas categorias
Em 22 de novembro de 2021, a BPI anunciou que iria eliminar categorias para que o 42.ª Brit Awards fosse neutro em termos de gênero; foi declarado que a mudança pretendia "[reconhecer] os artistas apenas pela sua música e trabalho, e não pela forma como escolhem identificá-los ou como os outros podem ver. É importante que o Brits continue a evoluir e vise ser tão inclusivo quanto possível". Isso resultou na junção de Artista Feminina Solo e Artista Masculino Solo numa nova categoria de Artista do Ano, e na junção de Artista Feminina Solo Internacional e Artista Masculino Solo Internacional na categoria de Artista Internacional do Ano (originalmente apresentada entre 1986 e 1993). Para compensar a remoção das categorias, quatro prêmios baseados em gênero—Artista de Pop/R&B, Artista de Dance, Artista de Rock/Música Alternativa e Artista de Hip Hop/Grime/Rap—foram restabelecidos. Esses prêmios foram votados através do TikTok.

## Performances
| Artista                             | Canção                                  | Apresentado por      |
| The BRITs Are Coming                | The BRITs Are Coming                    | The BRITs Are Coming |
| ----------------------------------- | --------------------------------------- | -------------------- |
| Anne-Marie                          | "Kiss My (Uh-Oh)"                       | Clara Amfo           |
| Glass Animals                       | "Heat Waves"                            | Clara Amfo Maya Jama |
| Mimi Webb                           | "Good Without"                          | Clara Amfo Maya Jama |
| Joel Corry Gracey                   | "Out Out" "Bed" "I Wish"                | Clara Amfo           |
| Pré-show                            |                                         |                      |
| Becky Hill                          | "My Heart Goes (La Di Da)" "Remember"   | Maya Jama Clara Amfo |
| Premiação                           |                                         |                      |
| Ed Sheeran Bring Me the Horizon     | "Bad Habits"                            | Mo Gilligan          |
| Anne-Marie KSI Digital Farm Animals | "Kiss My (Uh-Oh)" Don't Play" "Holiday" | Mo Gilligan          |
| Liam Gallagher                      | "Everything's Electric"                 | Mo Gilligan          |
| Holly Humberstone                   | "London Is Lonely"                      | Griff                |
| Adele                               | "I Drink Wine"                          | Mo Gilligan          |
| Sam Fender                          | "Seventeen Going Under"                 | Mo Gilligan          |
| Ed Sheeran                          | "The Joker and the Queen"               | Mo Gilligan          |
| Dave Fredo Ghetts Meekz Giggs       | "In the Fire"                           | Mo Gilligan          |

## Vencedores e indicados
Os indicados para Estrela em Ascensão foram anunciados em 30 de novembro de 2021, e o vencedor foi anunciado em 9 de dezembro de 2021. Os indicados para as demais categorias foram anunciados em 18 de dezembro de 2021 durante um especial televisionado, The Brits Are Coming, apresentado por Maya Jama e Clara Amfo.
Os vencedores estão listados em primeiro e destacados em negrito.
| Álbum Britânico do Ano (apresentado por Idris Elba) | Artista Britânico do Ano (apresentado por Mo Farah) |
| --- | --- |
| - Adele – 30 - Dave – We're All Alone in This Together - Ed Sheeran – = - Little Simz – Sometimes I Might Be Introvert - Sam Fender – Seventeen Going Under | - Adele - Sam Fender - Little Simz - Dave - Ed Sheeran |
| Grupo Britânico do Ano (apresentado por Måneskin) | Canção Britânica do Ano (apresentado por Hannah Waddingham e Brett Goldstein) |
| - Wolf Alice - Little Mix - Coldplay - London Grammar - D-Block Europe                                                                                      | - Adele – "Easy on Me" - Ed Sheeran – "Bad Habits" - Anne-Marie, KSI e Digital Farm Animals – "Don't Play" - Becky Hill e David Guetta – "Remember" - Central Cee – "Obsessed with You" - Nathan Evans, 220 Kid e Billen Ted – "Wellerman (220 Kid x Billen Ted remix)" - KSI – "Holiday" - Riton e Nightcrawlers com part. de Mufasa e Hypeman – "Friday" - Elton John e Dua Lipa – "Cold Heart" - Glass Animals – "Heat Waves" - A1 x J1 – "Latest Trends" - Dave com part. de Stormzy – "Clash" - Joel Corry, Raye e David Guetta – "Bed" - Russ Millions e Tion Wayne – "Body" - Tom Grennan – "Little Bit of Love"             |
| Melhor Artista de Pop/R&B (apresentado por Lando Norris e Jaime Winstone)                                                                                   | Melhor Artista de Dance (apresentado por David Guetta e Pete Tong) |
| - Dua Lipa - Joy Crookes - Griff - Adele - Ed Sheeran | - Becky Hill - Raye - Joel Corry - Fred Again.. - Calvin Harris |
| Artista Revelação (apresentado por Tom Daley e Celeste) | Melhor Artista de Rock/Música Alternativa (apresentado por Ronnie Wood) |
| - Little Simz - Joy Crookes - Central Cee - Self Esteem - Griff                                                                                             | - Sam Fender - Coldplay - Wolf Alice - Tom Grennan - Glass Animals |
| Melhor Artista de Hip Hop/Rap/Grime (apresentado por Ian Wright e Bukayo Saka)                                                                              | Artista Internacional do Ano (apresentado por Jodie Whittaker e Vicky McClure) |
| - Dave - AJ Tracey - Ghetts - Little Simz - Central Cee | - Billie Eilish - Lil Nas X - Taylor Swift - Doja Cat - Olivia Rodrigo |
| Grupo Internacional do Ano (apresentado por Clara Amfo) | Canção Internacional do Ano (apresentado por Johnny McDaid e Courteney Cox) |
| - Silk Sonic - BTS - ABBA - Måneskin - The War on Drugs | - Olivia Rodrigo – "Good 4 U" - The Kid Laroi e Justin Bieber – "Stay" - Doja Cat com part. de SZA – "Kiss Me More" - The Weeknd – "Save Your Tears" - Lil Nas X – "Montero (Call Me by Your Name)" - Galantis, David Guetta e Little Mix – "Heartbreak Anthem" - Lil Tjay e 6lack – "Calling My Phone" - Billie Eilish – "Happier Than Ever" - Polo G – "Rapstar" - Drake com part. de Lil Baby – "Girls Want Girls" - CKay com part. de Joeboy and Kuami Eugene – "Love Nwantiti Remix (Ah Ah Ah)" - Jonasu – "Black Magic" - Måneskin – "I Wanna Be Your Slave" - Tiësto – "The Business" - ATB, Topic e A7S – "Your Love (9PM)" |
| Estrela em Ascensão (apresentado por Sam Fender) | Produtor Britânico do Ano |
| - Holly Humberstone - Bree Runway - Lola Young | Inflo |
| Compositor do Ano (apresentado por Brian Cox) | |
| Ed Sheeran | |

Notas
1. ↑  Apresentado por Sam Fender em 9 de dezembro de 2021, enquanto gravava uma versão acústica de sua canção "Seventeen Going Under" com Holly Humberstone.